# Atanasz Kirov
Atanasz Petrov Kirov, bolgárul: Атанас Петров Киров (Burgasz, 1946. szeptember 24. – Szófia, 2017. január 27.) háromszoros világbajnok bolgár súlyemelő.

## Pályafutása
Az 1968-as mexikóvárosi olimpián hetedik lett. Majd az 1969-es varsói világbajnokságon ezüstérmet szerzett. Az 1972-es müncheni olimpián sem sikerült érmet szereznie, az ötödik helyen végzett. Ezt követően sorozatban három világbajnokságon lett aranyérmes: 1973-ban Havannában, 1974-ben Manilában és 1975-ben Moszkvában.

## Sikerei, díjai
- Világbajnokság
  - aranyérmes: 1973 – Havanna, 1974 – Manila, 1975 – Moszkva
  - ezüstérmes: 1969 – Varsó
- Európa-bajnokság
  - aranyérmes: 1969 – Varsó, 1973 – Madrid, 1974 – Verona, 1975 – Moszkva